# 明官店乡
明官店乡，是中国河北省安国市下辖的一个乡镇级行政单位。

## 行政区划
明官店乡下辖以下地区：
明官店村、陈庄村、西章令村、北章令村、东庄村、西韩村、东韩村、前李村、肖街村、大南流村、焦庄村、杨横村、焦街村、郑庄村、新刘庄村、南张庄村、王庄村、小南流村、统一村、霍庄村、西固村、东固村、辛庄村、大户村和北辛庄村。